# 夢模様 (柏原芳恵のアルバム)
『夢模様』（ゆめもよう）は、1983年7月30日に発売された柏原芳恵のオリジナル・アルバム。

## 概要
アルバムの帯コピーは、”南こうせつ、田所純一郎(井上陽水)、伊勢正三、松尾一彦他オリジナル作品集”
公称アルバム売上は15万枚。作家に南こうせつ、伊勢正三、井上陽水（田所純一郎という別名で曲を提供）など、フォーク系やニューミュージック系のアーティストを起用したアルバムとなっている。
本作より1か月前に発売されたシングル「夏模様」は収録されていないが、そのB面曲「坂道」が収録されている。1曲目の「黄昏通り」は、冒頭から雨音のSEなどと共に柏原の台詞が3分ほど続いてから曲が始まる物語風の構成になっている。
2018年8月29日には、オリジナルの収録曲に加えてシングル曲の「夏模様」が追加され、『夢模様+1』として紙ジャケット仕様でユニバーサルミュージックよりSHM-CDが発売された。

## 収録曲

### LP

#### SIDE A
1. 黄昏通り
作詞：竜真知子　作曲：南こうせつ　編曲：石川鷹彦
2. 目覚めると…
作詞：松尾由紀夫　作曲：西島三重子　編曲：石川鷹彦
3. 約束
作詞：竜真知子　作曲：南こうせつ　編曲：石川鷹彦
4. 思案のスクリーン
作詞・作曲：伊勢正三　編曲：服部克久
5. ふたたび～See you again
作詞：微美杏里　作曲：松尾一彦　編曲：服部克久

#### SIDE B
1. 夏のたった今
作詞：友部正人　作曲：田所純一郎　編曲：山川恵津子
2. 坂道
作詞：山口薫　作曲：松尾一彦　編曲：萩田光雄
  - 14枚目のシングル「夏模様」のB面曲。
3. 逃げないで
作詞・作曲：藤田久美子　編曲：飛澤宏元
4. 夕凪海岸
作詞：友井久美子　作曲：藤田久美子　編曲：飛澤宏元
5. 銀河鉄道
作詞：松尾由紀夫　作曲：西島三重子　編曲：石川鷹彦

### 夢模様+1 (SHM-CD)
1. 黄昏通り
2. 目覚めると…
3. 約束
4. 思案のスクリーン
5. ふたたび～See you again
6. 夏のたった今
7. 坂道
8. 逃げないで
9. 夕凪海岸
10. 銀河鉄道
11. 夏模様〈ボーナス・トラック〉
作詞：微美杏里　作曲：松尾一彦　編曲：萩田光雄
  - 14枚目のシングルA面曲。